# Histoire politique des fascismes
 (juin 2025).
Le fascisme est un courant politique apparu après la Première Guerre mondiale, d'abord en Italie, et en Allemagne, puis qui a essaimé dans l'ensemble des pays européens. Les mouvements se réclamant de l'idéologie fasciste, conglomérat d'idées empruntées au fil des lectures de leurs principaux dirigeants, se caractérisent par une succession de cinq moments historiques mis en valeur par Robert Paxton : d'abord, des mouvements fascistes sont créés, puis, ils s'enracinent dans la vie publique de leur pays, enracinement qui se solde par la conquête du pouvoir légal ; à l'issue de la conquête de l’État, le fascisme exerce alors le pouvoir, mais cette phase engendre un certain nombre de contradictions dont la résolution entraîne une radicalisation des objectifs et des moyens par la guerre.

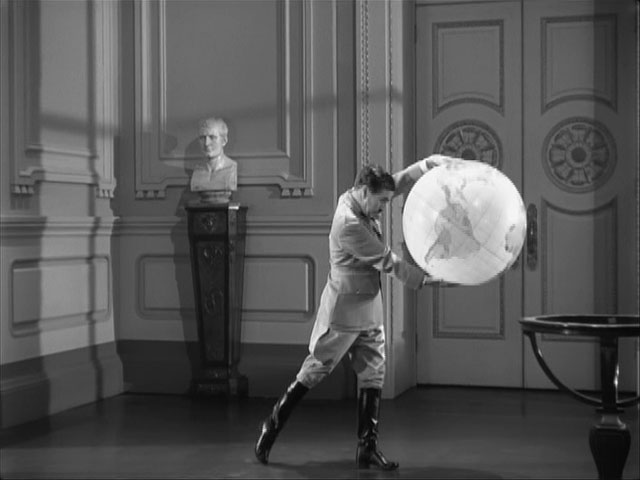
La scène cocasse de la danse avec un globe, exécutée par le personnage Adenoïd Hynkel dans le film satirique Le Dictateur (1940).

Cette chronologie s'applique pour l'essentiel à l'ensemble des mouvements fascistes ; mais elle doit être soit amendée soit interrompue pour les partis fascistes autres qu'Italien ou allemand : les partis français, belges ou hongrois d'inspiration fascistes des années 1930 et 1940 voient leur essor contrarié ou brisé dans les années 1930 ; durant l'Occupation, partisans d'une Collaboration étendue, regroupés, en France, sous l'étiquette de Collaborationnistes, ces partis ne sont que des moyens de pression utilisés par les Allemands, et dans une moindre mesure, les Italiens, à l'encontre de gouvernements à la fidélité incertaine (ou chancelante), comme l’État français, le royaume de Hongrie ou encore de pays à déstabiliser, comme le royaume de Yougoslavie, miné par le séparatisme croate, auquel appartient le mouvement oustachi. Ainsi, ils n'apparaissent que comme des supplétifs à la solde des Allemands ou des Italiens, selon les circonstances et les pays.

## Création des mouvements fascistes
Dès leurs débuts, les mouvements fascistes mettent en place des logiques qui perdurent jusqu'en 1945 ; ils s'appuient sur un substrat national spécifique à chaque pays dans lequel ces mouvements se développent, la Grande Guerre constitue une référence constante, leur programme politique sera peu ou pas appliqué, ces partis sont assimilés à un chef charismatique, et la violence politique constitue un moyen de contenir, puis de contrôler les opposants.

### Un substrat national spécifique
Le courant idéologique sur lequel s'appuie le fascisme, en tant que mouvement politique, est spécifique à chaque pays ; cependant, ce substrat permet aux différentes fascismes de plonger leurs racines loin dans l'histoire culturelle nationale. Mais l'exaltation d'une grandeur passée, le souhait de revivre cet âge mythique, ainsi que l'histoire politique et culturelle récente constituent dans tous les cas un solide substrat de chacun des mouvements fascistes : ainsi, le fascisme italien est indiscutablement le continuateur, du moins dans sa forme de 1919, des Faisceaux d'action révolutionnaires de 1914, le pangermanisme des années 1850-1918 constitue les fondations de la pensée nazie.

#### Le faisceau italien
En 1914, l'Italie ne s'engage pas dans le conflit mondial. Le Parti socialiste italien (PSI) s'oppose à l'intervention, d'un côté ou de l'autre. En juillet 1915, se tient le congrès des faisceaux d'action révolutionnaire, conglomérat de socialistes interventionnistes, exclus du PSI quelques mois plus tôt, d'interventionnistes de gauche, non issus des rangs du PSI, bientôt rejoints par des conservateurs, apeurés par la poussée électorale de la gauche en 1913 et désireux d'en atténuer les effets.
Le premier congrès de ces faisceaux se tient en juillet 1915 ; financés, entre autres, par la France, ils développent une propagande antisocialiste favorable à l'entrée dans le conflit, aux côtés de l'Entente.

#### LeIIe Reich, moment de maturation pour les idéesproto-nazies
Le Reich Bismarckien constitue un moment essentiel dans la constitution du corpus intellectuel du nazisme : tout d'abord, il ne satisfait pas les attentes des nationalistes allemands, qui continuent à rêver de Grande-Allemagne dans la Petite-Allemagne, ou Grande Prusse, Bismarckienne, ensuite, le règne de Guillaume II d'Allemagne, surtout à partir de 1890, constitue un moment clé de la formation de l'essentiel du système intellectuel nazi, notamment grâce à l'essor des idées Völkisch.

##### Le pangermanisme
Depuis 1815, les nationalistes allemands développent l'idée de création d'un état regroupant l'ensemble des populations allemandes, habitant la Confédération germanique, ou dans des espaces immédiatement voisins, mais indiscutablement peuplées d'Allemands (Prusse).

##### L'idéologieVölkisch
Avant la première guerre mondiale, le Reich et les régions de langue allemande de l'Autriche-Hongrie connaissent une forte agitation nationaliste. Dans le Reich, cette agitation nationaliste est protéiforme, de différentes natures et poursuit des buts immédiats différents. Ces sentiments sont exacerbés par le programme expansionniste de Guillaume II avant la guerre, par la réalisation de l'Union sacrée au début de la Grande Guerre et par le climat pangermaniste exacerbé régnant en Allemagne après la paix avec la Russie bolchevique.
En 1919, rien ou presque ne distingue le DAP des autres groupuscules völkisch qui fleurissent en Bavière à la faveur de l'écrasement de la république des conseils de Bavière au printemps 1919 : il demande la restitution des colonies, occupées par les Alliés, d'abord en vertu des lois de la guerre, puis en vertu d'un mandat de la SDN, il proclame la nécessité de l'Anschluss.
Si rien ne distingue le DAP des autres groupuscules qui fleurissent, c'est en raison de l'idéologie völkisch qu'ils en ont en commun. Cette idéologie a été développée durant la seconde partie du XIXe siècle par Julius Langbehn et Paul de Lagarde. La primauté du Volk et la haine des Juifs, jugés inassimilables notamment pour des raisons religieuses, culturelles et politiques (par leur refus de s'agglomérer au Volk), constituent les fondements de ce courant, développés par Paul de Lagarde.
Mais, là où Lagarde reste mesuré, en raison de sa culture de sa vision historiciste de la germanité, Langbehn est plus intuitif, se dirige vers une forme de mystique germanique, liant l'individu, baigné par une religion germanique, à son univers. En outre, selon sa conception de pureté de la race, il admire les Juifs non assimilés des frontières orientales de l'espace allemand, car ils constituent un peuple, distinct du peuple allemand, qui occupe un territoire qui lui est propre, mais il considère les Juifs assimilés comme des intrus au sein de l'Allemagne, dont les habitants, le Volk, est souillé par leurs apports biologiques, et qu'il faut éradiquer, comme on éradique la peste et le choléra. Au fil du temps, Langbehn en vient à considérer les Juifs, dans leur ensemble, comme des obstacles à la réalisation du Volk et de sa destinée.
Lagarde et Langbehn ne sont que les plus cohérents des précurseurs du courant völkisch, dont les idées ne se voient pas fondamentalement modifiés par la fondation du IIe Reich. Ce courant de pensée connaît un succès et un développement important durant le règne de Guillaume II. Ainsi, rapidement, le courant völkisch accorde une place importante à l'éducation et à la diffusion de ses idées auprès de la jeunesse des années 1890-1910. Ainsi, au sein des écoles, l'idéologie völkisch façonne les élèves, en leur apprenant à se situer dans une société hiérarchisée à l'extrême. Ces écoles ont formé une part non négligeable des soldats allemands du premier conflit mondial et des activistes d’extrême-droite des années 1920.
De plus, Julius Langbehn souhaite une réforme du Reich, basée sur la présence d'un Führer, capable de guider le Volk allemand, y compris malgré lui. Nouveau Bismarck, ce chef doit permettre la réalisation des aspirations profondes des Allemands, à la fois Luther, Shakespeare et Frédéric Hohenstaufen.
Dans le même temps, certains acteurs du mouvement renforcent, dans la pensée völkisch, la nécessité de pureté de la race, en excluant davantage encore les Juifs du Volk, notamment dans des écoles qui appliquent et diffusent les préceptes völkisch.

#### Le nationalisme croate: 1919-1931[15]
Note préliminaire : comme mentionné dans l'introduction, le substrat spécifique au mouvement oustachi est chronologiquement décalé par rapport aux chronologies italienne et allemande. Avant 1918, le royaume de Croatie est intégré dans le dualisme hungaro-croate, défini en 1868 ; les revendications nationales croates se formulent d'une manière radicalement différente avant et après 1918-1919
Le mouvement oustachi Croate est un mouvement qui se développe dans la Croatie de l'entre-deux guerres. Les causes de sa création et de son développement sont donc intimement liées à la situation politique nationale et internationale du royaume des Serbes, Croates et Slovènes.
En 1918 est proclamé le royaume des Serbes, Croates et Slovènes, dans un contexte de convoitises internationales : l'Italie, pourtant alliée au royaume de Serbie, souhaite l'application des clauses du traité de Londres, la Hongrie souhaite récupérer les territoires perdus selon les clauses du traité de Trianon, la Bulgarie souhaite toujours annexer la Macédoine.
Dans ce contexte, les autonomistes croates ne peuvent apparaître que comme des cinquièmes colonnes aux yeux du gouvernement de Belgrade, soldées par ses ennemis. le mouvement croate se divise néanmoins en deux tendances : 
- une tendance autonomiste représenté par le Parti croate des paysans, dirigé par Stjepan Radić, qui prône une la création d'une république autonome dans le cadre du royaume réorganisé de manière fédérale.
- une tendance indépendantiste, dont les partisans se regroupent dans le Parti croate du droit, dirigé par Ante Pavelić, parti renommé en 1931 Oustachi, et réorganisé à cette époque selon le modèle fasciste, depuis l'Italie.

### La Première Guerre mondiale, un moment essentiel pour ces partis
Le premier conflit mondial constitue, pour l'ensemble des mouvements fascistes, une matrice essentielle, une référence constante, à plus d'un titre. tout d'abord, ce conflit a contribué à l'exaltation du sentiment national dans ses formes les plus extrêmes, dans l'ensemble des pays en guerre, mais plus seulement en Allemagne, surtout après la paix de Brest-Litovsk, mais aussi en Italie, dès avant son intervention dans le conflit. Ensuite, la guerre a été, dans ces pays plus qu'ailleurs (Russie exceptée) particulièrement éprouvante pour les populations civiles, touchées par le blocus, ou l'impréparation du conflit ; ensuite, la sortie du conflit a été à la base de grandes frustrations nationalistes, et a constitué un défi politique et économique ; enfin, par leur recrutement, les partis fascistes contribuent à perpétuer la société spécifique aux soldats du front.

#### Un moment de forte exaltation nationaliste
Dans tous les pays engagés dans le conflit, une forte propagande nationaliste se développe, parfois macabre. En Italie et en Allemagne, cependant, pour des raisons différentes, les conditions intellectuelles dans lesquelles est mené le conflit sont similaires : non seulement, les deux pays ont fait l'objet pendant toute la durée du conflit, de propagandes incendiaires rappelant constamment les buts de guerre, exaltant le nationalisme  et proposant de vastes annexions en Europe et hors d'Europe.
Ainsi, en Allemagne, dès les premières semaines du conflit, le chancelier Bethmann-Hollweg propose, dans son Programme de Septembre, des buts de guerre a minima pour le Reich à l'Est et à l'Ouest. En 1915, à la suite des grandes victoires sur le front oriental, des programmes annexionnistes sont rédigés dans les milieux pangermanistes et connaissent une large diffusion dans le pays : de larges annexions en France, en Pologne et dans les pays baltes sont proposés.
En Italie, dans un contexte de surenchère dans les marchandages, souvent étalés dans la presse, les uns promettant la Tunisie, ainsi que le retour des provinces données à la France en 1860, les autres le Trentin, le Sud du Tyrol, et tout ou partie de côte orientale de l'Adriatique, les Puissances Centrales et les Alliés financent journaux et groupes d'intérêt : Mussolini, par exemple, crée un journal, le Popolo d'Italia, en grande partie financé par la France, jouant ainsi un rôle actif à côté des membres des Faisceaux interventionnistes, qui se développent en 1914 ; ainsi est engedrée une forte agitation nationaliste que la guerre exacerbe.

#### La mise en place de solutions autoritaires
L'ensemble des pays européens ont connu, à un moment ou à un autre, des dérives autoritaires ; certes, on ne peut comparer la gestion de la présidence du conseil par Clemenceau avec celle de Tisza, pour prendre deux gouvernements civils (dans le 1er cas, le parlement fonctionne à peu près normalement, dans l'autre, il est prorogé). Mais en Allemagne, la solution autoritaire, concentrée dans les mains des militaires est la solution retenue pour gérer la guerre, à l'intérieur du pays, à partir de 1916.

#### Un conflit particulièrement éprouvant pour les civils
Certes le conflit a marqué durablement l'imaginaire collectif dans l'ensemble des pays européens engagés dans le conflit, mais il a aussi été, pour la première fois, particulièrement éprouvant pour les civils, acteurs importants d'une guerre industrielle de longue durée. Ainsi, En Italie, le conflit a été mené dans une atmosphère de guerre civile.

#### Une sortie problématique du conflit
L'ensemble des pays engagés dans le conflit a rencontré des problèmes de sortie du conflit, de reconversion de son économie, de gestion de l'ensemble des séquelles du conflit. Mais, dans certains pays, cette sortie du conflit a posé plus de problèmes que dans d'autres. En Allemagne et en Italie, par exemple, mais aussi en Hongrie, en Croatie…, mais à chaque fois pour des raisons différentes, les modalités pratiques de sortie du conflit ont été le point de départ de l'aventure fasciste. Les discours nationalistes enflammés qui circulent dans certains pays engagés dans le conflit, les frustrations liées à l'insatisfaction face aux clauses des traités de paix, la poussée sociale et révolutionnaire de l'immédiat d'après-guerre (et donc la peur des possédants qui en résulte) créent un contexte favorable au développement de solution politiques nationalistes et autoritaires.
Ainsi, en Allemagne, abreuvés pendant 4 ans de propagande nationaliste incendiaire et de communiqués de victoire, de clauses de paix de victoire dans l'Est de l'Europe, une partie de la population ne comprend pas la raison de la signature d'une paix générale de défaite et se met à chercher les responsables de cette situation. Si le haut-commandement allemand avoue sa défaite aux autorités civiles dès le mois d’août 1918, l'armée allemande n'essuie pas de défaite indiscutable comme ont pu l'être Friedland ou Waterloo : l'armée allemande mène une retraite en bon ordre, essuie des défaites dans des batailles de retardement en apparence mineures, mais le front ne s'écroule pas ; c'est dans ce contexte que le haut-commandement allemand passe le relais en confiant le pouvoir aux civils, ignorant l'ampleur des défaites sur l'ensemble des fronts, en (Mésopotamie, dans les Balkans et dans les Alpes), mais priés d'assumer les choix faits lors de la conférence de Spa du 29 septembre.
Dans le même temps, dans l'ensemble du Reich, un processus contestataire se dessine, déclenché par la lassitude face aux conditions de vie durant le conflit, se transformant au fil du mois d'octobre 1918 en mouvement révolutionnaire ; ce mouvement spontané est à la base de la thèse, développée par la droite et l'extrême droite, du coup de poignard dans le dos. Ainsi, les milieux nationalistes accusent les principaux acteurs de la révolution allemande de 1918-1919 de s'être rendus coupables de la désorganisation de l'arrière. En effet, aux yeux des militaires, si la guerre a été perdue, c'est parce que l'arrière s'est effondré, notamment en raison des activités de Juifs, surreprésentés dans les rangs des planqués et des planqués, ce que même les études du Haut-commandement, faites au cours du conflit, démentent absolument.
En Italie, une fois les défilés de la victoire terminés, la démobilisation se révèle plus problématique que prévu.

#### La guerre mythifiée: la place du conflit dans le recrutement des premiers fascistes
Dès les premiers balbutiements des mouvements fascistes, la Grande Guerre est perçue par les premiers fascistes comme un moment incontournable de la création de leur conscience collective.

##### Des sentiments nationalistes chauffés à blanc durant le conflit
Certes, dans l'ensemble des pays engagés dans le conflit, la fièvre nationaliste a atteint un paroxysme durant le conflit, mais, nulle part ailleurs qu'en Allemagne et en Italie, les dirigeants n'ont été aussi loin dans l'exaltation nationaliste et dans l'affirmation de buts de guerre ambitieux.
En Allemagne, la publication par le chancelier Bethmann-Hollweg des buts de guerre du Reich, le Programme de Septembre 1914, mais plus encore les prises de positions publiques, en 1915, après les succès en Russie, d'intellectuels, de diplomates et de chefs d'entreprise, créent un climat favorable non seulement à la recherche de la victoire, mais aussi à la conclusion d'une paix de victoire, prévoyant de larges annexions en Europe de l'Est, la Pologne russe, les Pays Baltes, et, en Europe de l'Ouest, a minima le contrôle politique et économique du Luxembourg, du Pas-de-Calais, de la Belgique, ainsi que l'annexion de la Lorraine jusqu'à la Meuse. En 1917-1918, à la suite des grandes victoires remportées face à la Russie et la Roumanie, qui aboutissent à la sortie du conflit de ces deux pays, l'exacerbation nationaliste est alors portée à son comble, la victoire semblant à portée de main, promise par le Kaiser jusqu'au mois d'aout 1918.

##### Des après-guerres créant des conditions particulières au développement d'une nouvelle idéologie, le fascisme
Dans tous les pays européens engagés dans le premier conflit mondial, la création du mythe d'une génération du front est promise à un grand avenir ; cependant, alors que dans certains pays, la démobilisation, à la fois des hommes, mais aussi des esprits, semble ne pas poser de problèmes insurmontables, cette même démobilisation, liée aux conditions spécifiques dans lesquelles le conflit a été mené, conditions militaires et psychologiques, est rendue difficile voire impossible à mener à bien dans de bonnes conditions.
En effet, la frustration liée à la non réalisation des buts de guerre, ou à la réduction d'un pays au rang de nation subalterne, est au cœur de la problématique proto-fasciste. Ainsi, le mythe de la génération du front, ayant tout sacrifié pour des résultats en inadéquation avec les buts de guerre qui avaient été agités depuis l'entrée en guerre, se forme dès les premiers consécutifs aux armistices de 1918 ; de même, le thème de la victoire volée, par des alliés non respectueux de la parole donnée, ou bien tout simplement défaillants, ou encore par des agitateurs révolutionnaires, dans le contexte d'essor du mouvement communiste, est un autre thème fédérateur pour des anciens combattants, des membres d'une certaine bohème nationaliste, plus ou moins déclassée...
Le thème de la victoire volée se retrouve donc au cœur des préoccupations de ceux qui vont participer aux aventures fascistes. Cette victoire volée peut l'être de deux manières différentes : soit dans le cadre d'une paix de victoire, dont les clauses ne sont pas celles des traités précédant l'entrée dans le conflit, comme en Italie, soit dans le cadre d'une paix de défaite, alors que la fin de la guerre n'avait pas vu une défaite indiscutable sur le champ de bataille comme en Allemagne. En Allemagne, les milieux nationalistes se rapprochent d'une partie importante des soldats du front et des membres des corps-francs, et se mettent à la recherche de bouc-émissaire ; dans l'ensemble partisans d'un encadrement plus ou moins militarisé de la société, ces conservateurs, usant d'un vocabulaire emprunté au champ lexical de la guerre, ne peuvent qu'être horrifiés par les troubles révolutionnaires qui frappent le Reich à partir du mois de novembre 1918.

#### Les premiers fascistes
Tout d'abord, la jeunesse est la première caractéristique des fascistes de 1919 : Mussolini a 36 ans, Balbo, par exemple, en a 23, Hitler a 30 ans, Ernst Röhm 32 ; pour la plupart, ils appartiennent à la classe moyenne et à la frange inférieure de cette catégorie sociale : déclassés. Anciens du front ou non, il rejettent les pratiques politiques de leur époque et souhaitent se faire une place dans la nouvelle société issue de la guerre.
Ensuite, la fin des hostilités laisse inoccupée une masse d'anciens combattants que le retour à la vie civile rebute. Ainsi, en 1921, les vétérans des corps francs de Ehrhardt font leur entrée dans le NSDAP ; accueillis par Röhm, ces hommes constituent un renfort indéniable pour les SA en plein essor.
Enfin, en Italie comme en Allemagne, la guerre, et plus encore les modalités de sortie de la guerre crée un climat propice à de fortes tensions : menée dans un climat de nationalisme exacerbé, la Grande Guerre se termine dans un climat de frustration (la victoire mutilée), ou de trahison (le coup de poignard dans le dos) et dans une ambiance révolutionnaire (nombreuses grèves en Italie, mouvement spartakiste en Allemagne). Rapidement, les groupes fascistes, qui recrutent alors des anciens du front, s'affirment alors comme les fers de lance de la contre-révolution préventive qui s'annonce.

##### En Italie
À la suite de Tasca, on peut affirmer que le premier noyau "fasciste" (peut-on parler de fascistes en 1918 ?) a été recruté parmi les Arditi présents à Milan du 10 novembre 1918 ; ce jour-là se tient à Milan, comme partout ailleurs en Italie, une parade de la victoire, durant laquelle défilent des soldats. Mussolini participe à ce cortège de la victoire, dans un camion d'Arditi, puis harangue ces troupes de choc dans un café de la ville. À l'issue de cette harangue, les Arditi présents le plébiscitent ; ainsi est constitué le premier groupe de "fascistes", tous dévoués à la personne de Mussolini.
Au cours des mois qui vont suivre, le Popolo d'Italia mène une campagne très active en vue d'obtenir les territoires promis lors du Taité de Londres, ce qui lui assure le soutien de nombreux anciens combattants. Dans le même temps, Mussolini lance dans son journal une campagne dans laquelle il propose la remise en cause des interventions économiques de l'État, tout en appelant de ses vœux de nouveaux choix politiques et économiques pour l'Italie ; cette campagne lui assure ainsi la sympathie des milieux d'affaires italiens.

##### En Allemagne
En Allemagne, comme en Italie, le parti fasciste, le NSDAP, jouit, tout au moins en Bavière, d'une complicité des milieux conservateurs allemands. En effet, dans les premiers temps du NSDAP, Ernst Röhm joue le rôle de fourrier de la SA, puisant dans les stocks de l'armée du matériel militaire et des camions.
Le parti recrute précocement dans l'ensemble des couches de la population : La première liste de membres du NSDAP dont nous disposons, dressée en janvier 1920, montre un parti constitué pour un tiers d'ouvriers qualifiés et d'artisans, pour 14 % de membres des professions libérales, pour 14 % de fonctionnaires ou d'employés, pour 13 % de soldats (y compris officiers), pour 7 % d'étudiants, pour 4 % de boutiquiers et pour 2 % d'ouvriers non qualifiés.
Un passé dans les différents groupes völkisch unit les premiers membres du parti nazi, par delà leur différentes place dans la société et la variété de leur histoire et trajectoire personnelles.
- premiers membres

Les premiers cadres sont des nouveaux venus dans la vie politique de leur pays : ce ne sont pas des nobles destinés à la carrière politique, ils ne sont pas non plus des hommes politiques comme pouvaient l'être Gambetta et Clemenceau, des héros des guerres d'unification comme Francesco Crispi. La plupart du temps, ce sont des marginaux, des intellectuels déclassés, quelques héros de la Grande Guerre ne trouvant pas leur place dans la nouvelle société d'après-guerre, d'anciens membres des Corps-Francs, comme Bormann. Ce qui soude ces gens aux parcours divers est l'idée que la guerre a tout changé dans la société, et qu'ils n'y trouveront pas leur place.
Dans le même temps, le NSDAP compte, du moins dans ses débuts moins de 5 % de femmes membres du parti à part entière.
- Des partis très liés aux anciens combattants :

- la fiction de la recréation de la camaraderie du front :

### Un programme fourre-tout
Sous l'impulsion de leurs principaux dirigeants, les mouvements fascistes se dotent de programmes, dès la fondation du Faisceau en mars 1919, pour les Faisceaux Italiens, en décembre 1920, lorsque le DAP devient le NSDAP ; ces programmes politiques formulent un certain nombre de revendications, visant à créer ou recréer, une communauté nationale ragaillardie par la guerre, dans laquelle les anciens combattants ont un rôle à jouer, à justifier un certain nombre de prétentions territoriales extérieures, tout en adoptant une rhétorique d'inspiration socialiste. Certains partis d'inspiration fascistes, comme les Chemises vertes, ne parviennent pas à fédérer un certain nombre de mécontentements et de frustration économiques et sociales autour de thèmes nationalistes, étant trop enracinés au sein d'une classe sociale ou d'un groupe défini par un passé commun. De même, les Croix-de-Feu, au départ regroupement de soldats décorés de la croix de guerre, ne se constituent en parti, le PSF, qu'en 1936.

#### Le compromis social et national
Les partis fascistes proposent rapidement des programmes politiques ; ces programmes sont volontairement flous, fluctuants ou vidés de leur substances. Cependant, il est possible de comparer le programme des Faisceaux en 1919 et les 25 points du NSDAP de 1920.
Ainsi, les premières versions définissent leur pays comme une nation ayant des besoins expansionnistes importants ; les Faisceaux italiens de combat réclament la « valorisation de la nation italienne dans le monde », alors que le NSDAP se fait le promoteur de la constitution d'une grande Allemagne, dotée de colonies de peuplement en Europe et hors d'Europe (points 1 et 3).
Dans le domaine militaire, les Faisceaux et le NSDAP souhaitent la suppression de l'armée, remplacée par un système de conscription par roulement (Faisceaux) ou par une milice nationale (NSDAP). En effet, affirmant, du moins dans ses débuts, reconstruire, réformer leur pays, ces mouvements proposent une nouvelle forme de défense militaire, basée sur les milices qu'ils développent, SA ou Faisceaux. En réalité, ils se font les défenseurs d'une armée politique, motivée par les idéaux nationaux, à l'image des Arditi, soldats volontaires pour les missions dangereuses, ou les Corps francs, très présents dès les premières années du nazisme.

#### Très rapidement, le «nationalisme intégral»
Un programme souhaitant la révision des traités de 1919-1920.
La lutte contre les traités de paix.
L'ensemble des partis fascistes développent, quel que soit le pays dont ils sont issus, des arguments hostiles aux traités de paix de 1919-1920, les uns car ils estiment que leur pays a été privé de la totalité des fruits de la victoire, les autres en raison de leur opposition aux clauses des traités de paix.
Ainsi, dans son programme du 24 février 1920, le parti nazi demande l'abrogation des traités de Versailles et de Saint-Germain : le traité de Versailles car c'est une paix de défaite qui est imposée à l'Allemagne, qui l'oblige à céder des territoires à l'Est, remettant en cause les clauses du traité de Brest-Litovsk, à l'Ouest, à confier ses colonies à la Société des Nations (ces dernières sont administrées par les puissances victorieuses dans le cadre des mandats) ; le traité de Saint-Germain car il interdit toute unification entre l'Allemagne et l'Autriche.
Pour Hitler et les personnalités völkisch qui l'entourent, l'antisémitisme constitue l'un des aspects de défense de la race aryenne. En 1919, Hitler développait une rhétorique antisémite fortement teintée d'anticapitalisme, sous l'influence de Gottfried Feder, puis, à partir de 1920, commence à poindre la figure du judéo-bolchevik. Ainsi, aux yeux des théoriciens nazis, la Russie bolchevik constitue un ennemi redoutable pour la Weltanschauung allemande, contre lequel il convient de se préparer à tous les instants ; dans cet esprit, il est donc naturel que la question juive doit occuper tous les instants des militants du NSDAP, et que le vocabulaire employé pour y apporter des solutions emprunte une abondance de termes au champ lexical de la médecine en général, et des maladies infectieuses en particulier : en effet, dès août 1920, Hitler proclame la nécessité de combattre l'empoisonnement du peuple allemand, comparable à une forme de tuberculose raciale causé par le Juif et son influence nocive.

#### «Notre programme, c'est le fait»: un programme et ses fluctuations
Pour Hitler, comme pour Mussolini, les idées n'ont pas d'importance en soi : les deux dirigeants savent s'en affranchir en cas de nécessité :
- Nous, les Fascistes, nous n'avons pas de doctrine préétablie : notre doctrine, c'est le fait[45]
- Toute idée, même la meilleure, devient un danger si elle se figure être un but par elle-même[46].

c'est de ces deux citations qu'il est nécessaire de partir pour aborder les programmes des partis fascistes jusqu'à leur prise du pouvoir. Mussolini, comme Hitler, ne sont ni l'un ni l'autre des théoriciens politiques, comme pouvait l'être Lénine par exemple ; Ainsi, Hitler, en chef d'un parti se réclamant du courant Völkisch, appuie les éléments programmatiques du NSDAP plus sur des stéréotypes et des émotions que sur des faits et arguments rationnels. Mais, s'inspirant du destin du programme du SPD de 1891, Hitler, tout en déclarant intangible, a rapidement relégué ce programme au second plan pour des raisons de crainte de dissensions internes d'une part, et de prise en compte de situations locales de l'autre.
Du programme des faisceaux de 1919 au programme du PNF de 1921 : une contradiction problématique
les 25 points du NSDAP : vers l'éviction des tenants du socialisme au sein du NSDAP dans les années 1920.
Tout au long de la période qui s'étend de la création du mouvement fasciste à l'accession au pouvoir, le programme politique, s'il est clairement rédigé, est fluctuant en fonction des intérêts et des alliances du moment, ce qui fait que le NSDAP peut d'un côté être financé par les industriels et de l'autre mener la grève des loyers de Berlin en 1931 aux côtés du KPD.

### Le chef charismatique et le parti fasciste
Jusqu'à leur chute définitive en 1945, les mouvements puis régimes fascistes ont été étroitement associés à leur principal dirigeant, présenté par la propagande comme un guide (Führer, Duce, Poglavnik, en allemand, italien et croate…), un homme hors du commun en communion étroite avec son peuple, sur le modèle italien. Ainsi, ce titre confère au principal dirigeant une aura auprès de ses sympathisants.
De plus, par rapport à ses seconds, ce dirigeant montre une certaine habileté politique supérieure à ces derniers pour se maintenir face à eux. En outre, il constitue un trait d'union, peut-être le seul, entre les différentes clientèles disparates qui voisinent au sein du parti fasciste. Mais au sein de ces partis disparates, il rencontre des oppositions qu'il brise (les frères Strasser en 1932) ou amadoue (Dino Grandi en 1921 ou Goebbels en 1926), selon les circonstances.

#### Un chef en butte à des rivalités internes
Le parti fasciste apparaît, à ses débuts, comme quelque chose d'inédit, soudé autour d'un chef qui se veut charismatique, mais doté d'un programme, rapidement relégué au rang de curiosité. Cette particularité fragilise le parti, qui a un ciment très friable, soudé autour de ressentiments et d'ennemis communs. Il est donc, avant la prise du pouvoir absolu par celui qui se présente comme le guide du peuple, soumis à de nombreuses tensions contradictoires, entre les représentants des différentes mouvances qui le composent, les nationalistes, les conservateurs, les partisans d'un socialisme national… Dans chaque mouvement fasciste, le chef doit ainsi affronter des partisans d'options différentes, mais, par sa maîtrise des luttes d'appareil, par la présence de nombreux fidèles et par son charisme personnel, il sort grandi de ses conflits, renforcé par l'issue de la lutte.

##### Mussolini, chef charismatique, mais prudent, d'un parti peu maniable
Dès son éviction du PSI, Mussolini s'assure par ses déclarations des troupes et des soutiens de plus en plus nombreux. Peu regardant sur les principes politiques, il est néanmoins conscient de la nécessité de s'en servir pour susciter l'adhésion autour de sa personne.
Ainsi, il ne s'engage pas à fond dans la guerre, se contentant juste d'animer la flamme belliciste en Italie ; la fin de la guerre le met dans une situation personnelle délicate, il se constitue une garde rapprochée ; hostile en mars 1920 à la constitution d'un parti fasciste, il s'y rallie à la fin de l'année pour reprendre en main le fascisme ; Lors de la marche du Rome, Mussolini attend courageusement à Milan, près de la Suisse, le résultat de ce coup de dé.

##### Hitler, Führer du NSDAP
Ainsi, en 1919-1920, Hitler devient le principal orateur d'un obscur groupe völkisch, le DAP, alors qu'il est membre de la section de propagande d'un régiment cantonné à Munich. À partir de 1920, alors que le Parti nazi commence à prendre son essor, ininterrompu jusqu'au Putsch de la Brasserie, il connaît une première crise entre Anton Drexler et Hitler. Cette crise a pour enjeu le contrôle du parti, dont Drexler est le fondateur et Hitler l'orateur principal. À partir du moment où la position d'Hitler comme chef incontesté du parti nazi est confortée, en 1922, le NSDAP connaît une croissance fulgurante : fin 1922, le NSDAP compte 20 000 membres, début novembre 1923 (avant le Putsch), le nombre d'adhérents a presque triplé. En outre, Hitler tire profit et rend possible le double profil du parti : activiste (la SA), ou plus mesurée (les membres de la petite bourgeoisie).
Au sein de la mouvance völkisch radicale à laquelle le NSDAP appartient, Hitler fait rapidement figure de leader incontesté par sa maîtrise de la rhétorique, ses capacités d'organisation des rassemblements du parti, le tout lié à l'exploitation habile des sentiments d'insécurité dans le contexte de sortie de la première guerre mondiale. Ainsi, les discours de Hitler proposent une forme jusqu'alors inconnue, modulant sa voix, sa gestuelle, proposant à son auditoire une incarnation physique des idées développées dans ses prises de paroles.
Dès 1920, le NSDAP, qui commence à se développer au-delà de la Bavière, se voit doté d'un mode de gestion basé sur le Führerprinzip. Ce principe est en réalité un mode de gestion autocratique du parti, puis de l'État, par le groupe qui entourait Hitler. Ce groupe de Munich se forme avant 1921, et regroupe un certain nombre de dignitaires futurs du IIIe Reich : Rudolf Hess, Dietrich Eckart, Hans Frank.

##### Les autres mouvements fascistes
De même, le mouvement croate Oustachi, qui se réclame dès sa fondation du mouvement fasciste italien, est dirigé par Ante Pavelić, le Poglavnik (Guide). Mais ce titre ne doit pas faire illusion : Pavelić est en réalité un dirigeant fantoche, activé en fonction des besoins de la politique balkanique italienne des années 1930. Ainsi, Pavelić et son mouvement sont étroitement contrôlés par le gouvernement de Rome, qui les sort de la naphtaline si le besoin se fait sentir. Au moyen de cérémonies secrètes, Pavelić développe cependant un culte autour de sa personne, dans lequel il est le Poglavnik, le guide du peuple Croate : la prestation d'un serment de fidélité au Poglavnik se fait à la lueur des chandelles, sur un autel recouvert d'un drap noir, sur lequel sont disposés une croix, un poignard et un mousqueton.

### La violence politique, moyen de briser les oppositions
Au départ liés à des groupes de soldats démobilisés par la fin de la Grande Guerre, les partis fascistes ont donc rapidement une double dimension : un parti lié à une organisation paramilitaire, qui pratique l'intimidation des opposants politiques, notamment ceux liés à des organisations de masse, dans un premier temps, les socialistes, communistes et militants catholiques de gauche. Ainsi, dès les premiers jours de formation des groupes fascistes, les membres d'autres partis politiques sont systématiquement pourchassés. Victimes principales, les membres des partis socialistes font l'objet de toutes sortes de violence : contre les activités (réunions)contre les élus, contre les biens (locaux), contre les militants.
Pour mener ces actions à bien, les militants des partis fascistes s'organisent en bandes armées, financées par des milieux hostiles à l'ordre hérité des conditions de sortie de la Grande Guerre : traités de paix de 1919-1920, création d'un État bolchevik en Russie… Ainsi, En Allemagne, le NSDAP voit sa Section gymnastiques et sport financée par Gustav Von Kahr, dictateur en Bavière, son recrutement assuré par Hermann Ehrhardt, héros des Corps Francs allemands. Les anciens soldats de la Brigade Ehrhardt, encadrés par Röhm à partir de 1921, font de la SA un corps de dimension modeste (800 membres, mais à l'efficacité éprouvée:
- La militarisation du parti
- L'impunité fasciste
- Une violence politique dirigée en priorité contre les socialistes et les communistes
- Les débordements problématiques (du point de vue des conservateurs)

Le mouvement oustachi, si comme les autres mouvements fascistes, est d'abord un mouvement à vocation paramilitaire, il est cependant constitué depuis l'Italie, la Hongrie et l'Autriche, dans lesquels sont implantés des camps d'entraînement militaire. Ainsi, les Oustachis entraînés dans ces camps sont employés au service d'objectifs communs au mouvement oustachi et à l'Italie fasciste : ainsi, le 9 octobre 1934, le roi Alexandre de Yougoslavie est assassiné à Marseille par un commando oustachi.

## Enracinement dans la vie politique

### Participation aux élections
La phase de création achevée, le parti fasciste, à vocation totalitaire, souhaite accéder au pouvoir. Dans un premier tentés par une prise du pouvoir violente, les dirigeants fascistes constatent l'impuissance des groupes paramilitaires qu'ils dirigent face aux moyens militaires et policiers de l’État dont ils souhaitent faire la conquête. Ainsi, après une prise de conscience de la réalité de leurs forces militaires (fusillades face à des détachements de l'armée, coup d'état manqué), les dirigeants décident de mettre en place une politique de conquête légale du pouvoir, qui passe, dans les États dotés de constitutions par la participation aux élections. Mais cette participation aux élections ne va pas sans heurts à l'intérieur du parti, si sans déconvenues quant aux résultats.

#### Le mouvement fasciste italien et les élections 1919-1922

##### 1919-1921: le fascisme extraparlementaire
Malgré quelques tentatives, l'action du mouvement fasciste italien se situe entre la réunion de San Sépulcro et la création du PNF en dehors du parlement.

#### Le NSDAP de 1924 à 1933
Arrêtés ou dispersés à l'issue du Putsch du 9 novembre, les membres du NSDAP se déchirent et le parti connaît de fortes turbulences. le leadership de Hitler et du groupe de Munich est contesté les frères Otto Strasser, Gregor Stasser, et leurs alliés, basés pour la plupart dans le Nord de l'Allemagne. À partir de 1926, Hitler et ses proches réorganisent le parti à leur profit, mais jusqu'en 1929, le parti ne recueille pas les fruits de cette réorganisation ; Dès le déclenchement de la crise de 1929, cependant, le NSDAP connaît ses premiers succès, succès de plus en plus importants qui aboutissent, le 30 janvier 1933, à la nomination de Hitler chancelier et de plusieurs nazis au gouvernement qu'il dirige.

##### La période 1924-1929: d'échec en échec
À partir de l'échec du Putsch de la Brasserie, le NSDAP change de stratégie pour sa prise du pouvoir ; ce changement de stratégie est voulu par Hitler, conscient qu'une autre tentative de putsch mènerait le parti nazi dans l'impasse.
Dès 1924, le parti nazi obtient des résultats électoraux très bas (3 % des voix en décembre 1924).
En 1925, lors de l'élection présidentielle, le NSDAP présente le général Ludendorff, et obtient 210. 000 voix sur 27 millions de suffrages.
En 1928, lors des élections générales, le parti obtient 800 000 voix, soit 2.6 % des suffrages exprimés et envoie 12 députés du Reichstag.
Durant ces années de vaches maigres, le NSDAP se déchire, divisé entre Hitler et groupe de Munich, plutôt conservateur, d'une part, et l'aile gauche du parti nazi, très présente à Berlin, regroupée autour des frères Strasser ; lors de ces conflits, Les membres du groupe de Berlin, autour de Srasser, vont jusqu'à demander l'exclusion de Hitler, suspecté de vider les caisses du parti.
Cependant, le NSDAP ne connaît durant cette période que des déconvenues : cette période est aussi pour lui une période d'organisation ; en effet, à partir de 1926, Hitler reprend le parti en main, contrôle la propagande, en organisant les journées du parti à Nuremberg et s'attache Goebbels, ce qui lui permet de commencer la conquête de l'Allemagne du Nord.
Le Parti est donc réorganisé : une circonscription territoriale est créée, le Gau, contrôlé par un Gauleiter, responsable devant Hitler ; en outre, le parti organise des groupements « spécialisés » : les femmes, les jeunes, les anciens combattants, les paysans, les avocats… dont la direction est confiée à des proches de Hitler.
Cette réorganisation s'opère également à l'échelon local, par la multiplication des groupes locaux (1378 en 1928), dotés d'une autonomie réelle, ce qui favorise leur essaimage.
La propagande fait aussi l'objet d'une reprise en main, selon deux modalités complémentaire : le contrôle direct du Völkischer Beobachter, journal völkisch acheté par le parti en 1921, et l'organisation des journées du parti, dont l'écho est amplifié par la presse nazie.
Enfin Hitler et le Groupe de Munich jouent la SS, corps d'élite peu nombreux, contre la SA, groupe nombreux mais peu discipliné.

##### À partir de 1929, des succès de plus en plus importants
Mais les résultats de 1928 masquent la réalité de la poussée électorale nazie dès la fin de l'année 1929. En effet, à cette date, le NSDAP enregistre ses premiers succès électoraux : en Thuringe en décembre, le parti nazi obtient 11 % des voix et Frick devient ministre de l'intérieur du Land, en juin 1930, dans le Land de Saxe, le NSDAP obtient 14 % des voix aux élections du parlement du Land (il avait réuni 5 % des suffrages lors des dernières élections dans ce Land).
Tous ces succès locaux illustrent la poussée réelle du NSDAP dans le paysage politique allemand et sont autant de signes avant-coureurs du succès du 14 septembre 1930.
Les élections du 14 septembre 1930 sont la conséquence directe du renversement du cabinet de Grande coalition dirigée par Hermann Müller. Dans la lignée des résultats des élections dans les Länder de la fin 1929 et du début 1930 le NSDAP enregistre un succès qui le place parmi les principales forces politiques représentées au Reichstag : avec 6 400 000 voix, soit 18 % des suffrages exprimés, le parti nazi envoie 107 députés au parlement : le groupe parlementaire nazi est alors de deuxième groupe le plus important du Reichstag.

##### Analyse de ces succès
Ces succès électoraux sont non seulement le fruit d'une propagande à destination de chaque groupe social spécifique, mais aussi les conséquences de la dégradation de la situation économique allemande (et de l'incapacité des partis de Weimar à y faire face). Les principales poussées électorales du parti nazi ne se font pas dans les grandes villes, mais plutôt dans les petites villes et les campagnes, marquées par la crainte des désordres, du déclassement social, du chômage et la volonté de revenir au bon vieux temps (non seulement pour soi, mais également pour ce qu'il signifie en termes sociaux).
Ainsi, membre d'un parti dont le succès électoral repose essentiellement sur une clientèle habitant les campagnes et les petites villes, Walter Darré, idéologue agraire de tendance Völkisch, commence la conquête des milieux paysans du Nord et de l'Est de l'Allemagne, dans un contexte de crise agraire profonde et antérieure à la crise économique proprement dite.

### Le rapprochement avec les conservateurs
À partir du moment où le parti fasciste est un acteur important sur la scène politique nationale, un certain nombre de conservateurs s'en rapprochent.
Ce rapprochement devient de plus en plus marqué à partir du moment où ce parti tend à devenir un candidat crédible dans le cadre d'un gouvernement de coalition de droite, avec ou sans majorité parlementaire ; L'alliance des mouvements fascistes avec les conservateurs constitue donc l'une des tendances lourdes de l'histoire du fascisme ; cependant cette alliance n'est pas exempte d'arrière-pensées et d'hésitations de part et d'autre (comme l'attestent l'abandon, ou les tentatives d'abandon, des solutions fascistes en 1943 en Italie et en 1944 en Allemagne, ainsi que l'adoption de solutions fascistes en Hongrie, par exemple, en 1944).

#### Les raisons de ce rapprochement: unecontre-révolutionpréventive
Dès le début de l'aventure fasciste, les partis fascistes peuvent s'appuyer sur des groupes de pression conservateurs ; la majorité de ces conservateurs souhaitent mettre un frein à l'essor des mouvements socialistes ou communistes dans leurs pays respectifs. Ceux-ci demeurent cependant gênés par la nature sociale du programme édicté durant la phase de création de ces mouvements, même s'ils sont conscients que ce programme n'est guère qu'un morceau de papier. le rapprochement se fait surtout dans une atmosphère de crainte, puis de vengeance contre les organisations socialistes. De leur côté, les fascistes prennent rapidement conscience de leur incapacité à conquérir puis à conserver le pouvoir durablement sans l'appui des anciennes élites.
Ainsi, en Italie, les propriétaires terriens, agrariens, découvrent le fascisme, à la fin de l'année 1920. Les agrariens prennent surtout conscience des possibilités que leur offrent les Faisceaux ; en effet, dans la plaine du Pô, par exemple, la propriété de la terre est très concentrée, les conquêtes sociales des manœuvres et des métayers sont le fruit d'âpres luttes sociales, dans un contexte de crise des revenus agricoles. Ces luttes ont permis le partage des revenus de la terre : ce partage est fondé sur des clauses imposées aux propriétaires par les syndicats, stipulant le monopole du placement des ouvriers par la coopérative, le salaire minimal à verser aux ouvriers, le nombre d'ouvriers à embaucher par hectare, l'organisation de tours de travail entre les ouvriers, la masse de travail proposée étant insuffisante pour employer tous les ouvriers agricoles à temps plein... Ce système ne perdure que parce qu'il englobe l'ensemble des travailleurs agricoles, qui n'en perçoivent pas forcément l'intérêt pour eux-mêmes (même s'il est réel, d'après Tasca), et que les agrariens le laissent perdurer.
Dans le même ordre d'idées, en Allemagne, les succès électoraux obtenus par les communistes aux différentes élections législatives de 1932 poussent un certain nombre de conservateurs, de plus en plus tentés par une lecture autoritaire, au minimum, de la constitution de 1919, à se rapprocher du NSDAP et à faire appel à lui pour instaurer le régime autoritaire de droite qu'ils appellent de leurs vœux.

#### Les modalités de ce rapprochement
Si cette alliance est néanmoins durable sur une grande partie de la période d'exercice du pouvoir, elle ne prend pas moins une allure protéiforme dans la période antérieure à la prise du pouvoir.
Dès le départ, une frange conservatrice de la société a soutenu le mouvement fasciste en formation, ou dans ses moments difficiles : ainsi, c'est dans une salle prêtée par le Cercle des Intérêts industriels industriels et commerciaux qu se tient la première réunion des Faisceaux Italiens de Combat ; organisateur d'un attentat ayant fait quelques morts, Mussolini ne reste que 36 heures en prison ; lorsque, en avril 1919, il fait saccager le siège de l'Avanti à Milan, aucune condamnation n'en découle ; en 1920-1921, l'appareil judiciaire italien traque en priorité, non les squadristes, mais leurs opposants, surtout s'ils sont socialistes. De même, Hitler, après le putsch de la Brasserie, est condamné à 5 années de prison, mais il n'en fait que 18 mois.
Nous le voyons, cette alliance se réalise surtout dans un premier temps dans les salles des tribunaux : en effet, condamnés pour les actions violentes qu'ils organisent ou auxquelles ils participent, les principaux dirigeants fascistes sont peu ou pas condamnés.
Mais le principal acteur du rapprochement est constitué d'un certain nombre d'officiers de l'armée d'active, qui là fournissent un plan d'action, ici, fournissent l'équipement des troupes fascistes, ailleurs s'en prennent aux militants organisés ou non des partis membres des Internationales, ou encore laissent l'activité fasciste se déchaîner.

#### À la base de ce rapprochement...
Tout rapprochement entre tendances politiques, s'il se fait sur la base d'intérêts bien compris, se fait également sur la base d'accords politiques, et le rapprochement entre partis fascistes et groupes de pression conservateurs (dont des partis sont l'émanation), se fait également sur un programme politique de gestion de l'État, de l'économie et de la société précis.

##### ... des convergences politiques...
L'alliance avec les conservateurs se fait sur la base de convergences politiques, liées à la proximité des programmes ou des ambitions initiales, ou apparues au fil de l'évolution des mouvements fascistes. Ces convergences politiques se font sur plusieurs bases : un partage du pouvoir entre fascistes et conservateurs dans le cadre d'un régime autoritaire, la volonté de répression des organisations se réclamant du marxisme dans un premier temps, puis de l'ensemble des partis politiques dans un second temps, et une politique étrangère expansionniste.
Ces convergences portent tout d'abord sur la nature politique du régime appelé à se mettre en place : le futur régime est appelé à être avant tout un régime autoritaire antiparlementaire ; cet antiparlementarisme tend à être partagé par un spectre politique de plus en plus large : ainsi, en Allemagne, à partir de 1928, le Centre Catholique mené Ludwig Kaas et le DNVP dirigé par Alfred Hugenberg, membres des coalitions de la République de Weimar se dotent de programmes caractérisés, entre autres, par l'antiparlementarisme. À partir de 1930, les chanceliers qui se succèdent dans le cadre de cabinets présidentiels, tendent de plus en plus à vouloir vider la constitution de 1919 de son contenu : Brüning en gouvernant par décrets-lois, Papen en renversant le gouvernement élu du Land de Prusse, et en préparant un coup d'état contre la constitution.
En outre, le débat politique autour des Réparations, à l'occasion de l'adoption du plan Young, fournit au NSDAP un tribune nationale dans le cadre d'une alliance de l'ensemble des partis et groupements nationalistes, coorganisée avec le DNVP de Hugenberg.

##### ... et des enjeux économiques et sociaux
Dans un contexte de contre-révolution préventive, les conservateurs se rapprochent des partis ou groupes fascistes, avant tout pour conforter leurs positions, un temps ébranlées par les mesures imposées dans les événements consécutifs à l'après-guerre.
En Allemagne, dans le contexte issu des clauses financières du Traité de Versailles, le parti nazi se trouve dans une posture de plus en plus centrale sur la scène allemande, dans le cadre du Front de Harzbourg, auquel participe Hugenberg.

### Un parti acteur de plus en plus incontournable de la vie politique nationale
Les succès électoraux, obtenus en partie grâce à la politique menée aussi par les conservateurs que par les fascistes de rapprochement des uns et des autres, transforment le parti fasciste en parti de plus en plus indispensable à la mise en place de coalitions gouvernementales.
L'élection de chambres peu stables
Un parti en forte progression électorale

## Conquête du pouvoir

### Blocage de la vie politique nationale: le parti fasciste comme solution
1921 en Italie, une instabilité gouvernementale en partie liée à la politique du PNF
En 1931-1933 en Allemagne, des gouvernements dans l'impasse, sans majorité
À partir de la rupture de la Grande coalition en 1930, les partis de droite, qui soutiennent les cabinets minoritaires à partir de la chute du cabinet Müller, sont omniprésents dans les cabinets qui se succèdent à partir de septembre 1930.
été 1922/ hiver 1932-1933 : un parti à la croisée des chemins
Peu de temps avant leur prise du pouvoir, les partis fascistes connaissent l'un comme l'autre un certain nombre de difficultés. Ainsi, en Allemagne, les différentes élections de 1932 (juillet puis novembre montrent un NSDAP au bord du précipice, malgré les 36 % de votants pour ses candidats ; en outre, la propagande nationale-socialiste montre alors ses limites, car le parti ne peut pas tenir tous les discours tout le temps : il ne peut être à a fois anticapitaliste et antisocialiste avec la même intensité au même moment.

### Légalité de la prise du pouvoir
Dans l'ensemble des pays régis par une dictature fasciste non importée de l'extérieur (Allemagne, Italie, Hongrie), les partis fascistes accèdent au pouvoir légalement nommés par le chef de l’État. En effet, Victor-Emmanuel III en Italie, Hindenbourg en Allemagne, Horthy en Hongrie, tous trois chefs de l'État de leur pays respectif, ont tous les trois confié au dirigeant fasciste, selon les formes constitutionnelles, la responsabilité de former un gouvernement.
En Italie, tout d'abord, Mussolini est investi des pouvoirs à l'issue de la marche sur Rome, qui, selon le mot de Tasca, « n'a pas eu lieu ». Mais la nomination de Mussolini est surtout le fruit de négociations en vue de la formation d'un nouveau cabinet à participation fascistes. En Allemagne, ensuite, Hitler est nommé chancelier, selon la procédure en vigueur depuis 1930, d'un cabinet soutenu par 40 % des députés, plus peut-être que le cabinet précédent, et en Hongrie, enfin, Szálasi est nommé par le Régent selon les formes constitutionnelles en vigueur dans le royaume de Hongrie.
En revanche, plus ou moins rapidement par la suite, le président du conseil, chancelier ou premier ministre (selon les formes légales dans chacun de ces pays) rend inopérante la constitution, dont certaines dispositions ont permis de garantir la légalité de la prise du pouvoir : en Hongrie, aussitôt investi, le nouveau gouvernement proclame la déchéance du régent, le 16 octobre 1944, puis, le 3 novembre suivant, nomme, après confirmation des chambres, Ferenc Szalasi, chef de l’État, alors qu'il est premier ministre depuis le retrait de Horthy.
L'investiture par le chef de l’État obtenue, il reste alors au dirigeant fasciste, qu'il soit guide ou chef de la Nation, à concentrer, à son profit et à celui de son parti, les pouvoirs de l’État. En Hongrie, par exemple, la situation militaire en octobre 1944 facilite les choses : en effet, dès le mois de novembre, Szálasi concentre l'ensemble des pouvoirs politiques du chef de l'État et du chef du gouvernement entre ses mains, ce processus étant validé par la dernière chambre élue, alors que le PNF a abouti à ce résultat au bout de quatre années.

### Mise en place d'une dictature légale
La prise du pouvoir se déroule dans deux directions, souvent de manière concomitante : elle concerne le parti qui, étourdi par la prise du pouvoir légal, pense que "tout est possible" et l’État, qu'il s'agit de mettre au pas.
En ce qui concerne le parti, le dirigeant fasciste, et ses plus fidèles lieutenants, ont de longue date, eu maille à partir avec d'autres tendances du parti : que ce soit Mussolini avec Grandi en 1921, Hitler avec les frères Strasser en 1925-1927, Pavelić et Kvaternik, ces tensions se sont toutes achevées au bénéfice du Guide, parfois avec des hypothèques sur l'avenir, comme en Croatie, mais illustrent les nombreuses divergences au sein du parti fasciste.
À partir de la prise du pouvoir légal, les données évoluent, car le Guide doit pratiquer un jeu d'équilibre entre les fascistes extrémistes et ses ambitions. Ainsi, en Italie, au sein du PNF, marqué depuis la prise du pouvoir par des tensions liées à l'arrivée de membres plus opportunistes que fascistes, Mussolini doit faire face à la volonté de certains fascistes historiques de prolonger la révolution fasciste.
Le NSDAP connaît un même problème dans le courant du 1er trimestre 1933 : les adhésions au parti sont bloquées en mai 1933, et l'appartenance à la SA, beaucoup plus souple sert alors de solution de rechange ; représentant entre 3 et 4 millions de membres, la SA est, à l'image des Faisceaux, partagés entre vieux briscard du nazisme et nouveaux venus, ces derniers accaparant un certain nombre de places, au détriment des vétérans.
Mais le contrôle du parti n'est pas le seul moyen de mise en place de la dictature légale : les dirigeants mettent également en place différents moyens de fascisation, ou au moins de contrôle, d'organes de l'appareil d’État, l'armée, la police, la justice.

### Sort des opposants
Dès les premiers jours de mise en place du régime fasciste, les opposants sont réprimés, avec plus ou moins de vigueur selon les pays et les situations politiques spécifiques. Dans les régimes fascistes allemands et italiens, les premiers opposants sont les membres des partis socialiste (SPD, PSI) et communiste (KPD, PCI), puis, par la suite, certains conservateurs. Cette répression prend plusieurs formes : elle peut consister en l'assassinat pur et simple, mais elle peut aussi n'être que des procédés d'intimidation, voire la mise en prison (camps ou autre) ; dans tous les cas, la palette est plus ou moins large selon les pays.
Les premières répressions.
La mise en place de lieux de relégation pour les opposants.
Au fil du régime, des opposants de plus en plus traqués.

## Exercice du pouvoir

### Le parti et l’État: le parti dans l’État?
Dès la prise du pouvoir, les partis fascistes initient une politique qui vise, sinon à la fusion, au moins à la mise en place de liens très étroits entre le parti fasciste et l’État légal préexistant. Ce processus politique constitue la mise en place légale de la dictature fasciste. Cependant, cette volonté de rapprochement n'est pas exempte de réserves de part et d'autre. Certes, les membres du parti fasciste souhaitent prendre la place des fonctionnaires, mais le chef du parti fasciste, du moins en Italie et en Allemagne, s'y oppose pour des raisons pragmatiques : sont ainsi écartés tous ceux qui se montrent partisans d'une réelle fusion. Ce lien engendre des tensions, mais, c'est en Allemagne que le lien est le plus fort ; il faut signaler ici que l'expérience allemande, comme l'expérience fasciste italienne, demeurent les seules qui aient disposé de suffisamment de temps, et d'autonomie par rapport aux influences extérieures.
En Italie, dès la fin 1922, les faisceaux usurpent de manière assez systématique un certain nombre de prérogatives de l’État, dont ils font usage contre les hommes politiques non fascistes dans les provinces, ainsi, les mesures de bannissement prises localement par les membres du PNF à l'encontre leurs opposants ont de fait valeur légale. Le lien entre le PNF et l'État est renforcé en décembre, au niveau gouvernemental, par la création du Grand Conseil fasciste, dont les membres sont les membres du gouvernement et les principaux dirigeants fascistes, qui remplace le gouvernement, réduit à un rôle d'exécutant administratif, et au niveau du maintien de l'ordre, confié à la MVSN, dépendant du Grand Conseil, et non du roi, comme les carabiniers.
De même, en Allemagne, à partir du 30 janvier 1933, le caractère non-constitutionnel du gouvernement par décrets, comme dans la période précédente est systématiquement étendu à l'ensemble des compétences gouvernementales, mais permettent aussi de donner au NSDAP une compétence dans la gestion des affaires de l'État ; ainsi, dans les Länder sont nommés des Reichsstatthalter, qui sont souvent les Gauleiter des états concernés ; ainsi, le parti et l'État fusionnent car les responsables du parti sont de fait dotés des pouvoirs des gouverneurs, représentants du pouvoir central.
Par ailleurs dès la mort de Hindenburg, un nouveau mode de gouvernement se met en place dans le Reich. Ce mode de gouvernement du Reich est directement issu du mode de gestion du NSDAP par le groupe de Munich, qui évolue autour de Hitler. il se caractérise par un fonctionnement informel, rythmé par le mode de vie de Hitler, bohème et irrégulier. En outre, l'extension à l'État du Führerprinzip provoque la création d'une forme institutionnelle inédite, aconstitutionnelle, marquée par la copie, à l'échelle de l'État de l'organisation du NSDAP.

### La dictature légale: un fonctionnement parfois problématique
Le maintien du cadre institutionnel hérité de la période précédente :
La permanence du Statuto en Italie
La constitution de 1919 en Allemande rendue caduque, mais non abrogée
En Hongrie, la Monarchie n'est abolie qu'en septembre 1944, soit deux mois après la prise du pouvoir par les Croix Fléchées

### Application partielle du programme du parti
Dès 1933, en Allemagne, les minorités juives subissent des vexations et des mesures discriminatoires, dont le caractère décousu masque la planification. Dès le 1er avril 1933, un boycott des magasins juifs est organisé, mais se solde par un échec.
premières mesures antisémites en Allemagne.
les premières mesures politiques économiques et sociales

## Radicalisation des expériences fascistes de gouvernement
À un moment donné, l'ensemble des expériences fascistes connaissent un processus de radicalisation, marqué par le renforcement de l'influence grandissante exercée par le IIIe Reich sur les autres régimes fascistes, soutenus plus ou moins fortement par les armées allemandes, comme en Italie, ou en Hongrie. Ce processus connaît plusieurs illustrations : la mise en place, ou le renforcement de la politique antisémite, le renforcement des logiques totalitaires, une politique extérieure agressive aboutissant au déclenchement de la guerre.

### La politique antisémite, marqueur de cette radicalisation
Dans l'ensemble des pays gouvernés par des régimes fascistes, des politiques antisémites sont mises en application par les gouvernements fascistes. Pour certains dès leur installation au pouvoir, l'Allemagne, la Croatie, pour d'autres dans un souci d'alignement avec le modèle allemand, l'Italie, pour d'autres enfin, dans le contexte de la pression allemande liée à l'imminence de la défaite, comme en Hongrie ou dans la République sociale italienne. Chronologiquement, l'année 1938, pour les régimes fascistes installés avant cette date donne le départ de ce processus de radicalisation antisémite ; en effet, cette année est celle de la nuit de Cristal et de la législation antisémite italienne.
Ainsi, en Italie, sous l'impulsion du modèle allemand, un certain nombre de fascistes italiens, groupés autour de Starace, et rejoints par Mussolini impose la mise en place d'une législation antisémite. Celle-ci est présentée comme la continuation logique de le politique démographique mise en place depuis 1922. Celle-ci revient sur les naturalisations effectuées depuis 1919, sur l'accueil des Juifs fuyant la législation allemande… Les mesures strictes en apparence sont peu ou pas appliquées, car le régime multiplie les exemptions, pour les familles de soldats tombés au front, que ce soit en 1896, en 1911, pendant la Grande Guerre, pendant la campagne d’Éthiopie, pendant la guerre d'Espagne ou ailleurs, pour les familles des participants à la marche sur Rome, un nombre significatif d'adhérents du PNF (ayant adhéré avant la Marche sur Rome, pendant l'affaire Matteoti…)… ce qui aboutit à ce que la législation ne concerne qu'un quart des familles juives italiennes ; par ailleurs, la multiplication de passe droits administratifs contribuent à vider la législation de toute application réelle. Cependant, jusqu'en 1943, les mesures adoptées à partir de 1938 ne sont pas appliquées (à partir de la création de la République Sociale, les Juifs italiens habitant les zones contrôlés par l'Axe font l'objet de déportations massives.
Si la législation antisémite n'est pas appliquée avec vigueur en Italie avant 1943, il en est tout autrement en Allemagne. En effet, la législation antisémite constitue l'un des marqueurs du régime mis en place à partir du 30 janvier 1933. Dans un premier temps, les vexations ne sont pas institutionnalisées, puis de numerus clausus en aryanisation, les Juifs d'Allemagne sont progressivement marginalisés dans la vie quotidienne allemande.
En outre, à partir de l'automne 1939, après le partage de la Pologne, le IIIe Reich connaît non seulement un renforcement des mesures antisémites, mais aussi un saut qualitatif. En effet, au début du mois d'octobre 1939, la SD décide l'expulsion des Juifs des territoires polonais annexés vers le Gouvernement général : organisés par Eichmann, ces transferts de populations touchent aussi des Juifs du Reich ; peu de temps après cette initiative du SD, Hitler ordonne l'évacuation vers la Pologne de 300 000 Juifs de l'Altreich. À cette occasion, des Gauleiter donnent à Eichmann les pleins pouvoirs pour procéder à cette évacuation dans leur Gau. Zélé, EIchmann s'acquitte avec succès de l'opération, sont le résultat dépasse toutes les espérances : non seulement des Juifs de Vienne sont envoyés en Pologne, mais aussi des Juifs du Protectorat ; certains policiers nazis (Nebe par exemple) propose d'adjoindre à ces Juifs déportés les Tsiganes du Reich, en « accrochant quelques wagons remplis de tsiganes » aux convois existants.
De plus, à partir de juillet 1941, l’extermination est à l'ordre du jour. La Pologne compte à la fin de l'année 1939 entre 1,7 et 2 millions de Juifs sur son sol. Ces millions de Juifs ne peuvent pas être expulsés de Pologne par l'émigration.

### À partir de 1938, le renforcement du totalitarisme
En Italie comme en Allemagne, les dernières années de la décennie 1930 sont caractérisées par une (re)prise en main de l'État par les fascistes (nazis).
Ainsi, en Allemagne, les cadres dirigeants conservateurs sont définitivement écartés au cours de l'année 1938. Tout d'abord, les chefs militaires de la Wehrmacht, Blomberg et Fritsch, écartés l'un à l'issue du scandale causé par son mariage avec une prostituée, l'autre à la suite de révélations sur sa vie privée.

### La politique expansionniste: Espagne, Éthiopie, réarmement, Anschluss, Sudètes, Albanie
Dès 1935, les dictatures fascistes se livrent à une politique expansionniste assumée :
1935 : l'Éthiopie, le réarmement allemand.
1936 : la guerre d'Espagne comme répétition générale, la remilitarisation de la Rhénanie.
1938 : l'Anschluss et les Sudètes.
1939 : l'annexion formelle de l'Albanie, la disparition de la Tchécoslovaquie, l'annexion de Memel, la déclaration de guerre.

### La Guerre, comme vecteur et moyen de la radicalisation fasciste
La guerre constitue pour les Fasciste à la fois une cause et une conséquence de la radicalisation fasciste, une cause car elle encourage une exaspération des logiques à l’œuvre au sein des régimes fascistes et une conséquence car elle est présentée comme un moyen de prolonger la révolution fasciste. En effet, les fascistes les plus radicaux, que ce soit en Allemagne, en Italie ou ailleurs, voient la guerre comme un moyen de rétablir l'esprit initial qui animait les mouvements fascistes. Dès sa prise du pouvoir, le parti fasciste développe une argumentation autour de la guerre nécessaire pour la conquête de l'Espace vital ; mais ces arguments belliqueux se développent davantage au fil des années, si bien, que, à la fin des années 1930, les dirigeants de l'Allemagne nazie et l'Italie fasciste jouent leur crédibilité dans un affrontement militaire. Dans le cas italien, la guerre est perçue aussi comme un moyen de renouer avec le squadrisme, que les jeunes générations n'ont pas connu, mais qui exalté par la propagande.

#### La guerre, un réflexe de défense contre un adversaire qui se renforce de plus en plus tous les jours
Les propagandes fascistes présentent la guerre également comme un moyen de défense préventif contre un adversaire avec lequel on ne peut différer l'affrontement sous peine de défaite assurée. Ainsi, la propagande allemande en France fait placarder en 1944 une affiche, avec un seul mot "Jamais", un train en route pour la Sibérie, en plein hiver, sous la garde d'un garde rouge squelettique, ou encore plus explicite dans la justification de la guerre d'extermination menée en URSS, une carte de l'Europe, parsemée de dessins représentant des exactions commises par les bolcheviks, légendée « voilà ce que le bolchevisme apporterait à l'Europe ».
Dans le même ordre d'idées, Hitler et ses proches conçoivent aussi la guerre comme une guerre préventive contre un  ennemi fantasmé, dont la figure de proue est incarné par le Juif, figure concrète de l'abstraction qu'est le judéo-bolchevisme.

#### Le parti fasciste dans la guerre
Dès les prémices des conflits, les partis fascistes jouent un rôle non négligeable dans la conduite de la guerre. En tant que parti unique, il est, davantage encore que les instances gouvernementales proprement dites, le lieu d'expression de la mobilisation du pays dans la conduite du conflit. Ainsi, en Espagne, l'Italie n'envoie pas de troupes de l'armée, mais des volontaires recrutés par le PNF et le parti contrôle très étroitement l'île de Majorque, pourtant territoire espagnol.
De plus, dans la logique de surenchère dans les revendications territoriales, le parti fasciste n'est pas non plus le moins en retrait : expansionniste dès ses premières manifestations, il renforce ses prétentions au fil des années : ainsi, après Munich, les députés italiens, tous membres du PNF, accueillent Ciano en scandant : "Tunisie ! Djibouti ! Corse !", présentant ainsi les revendications italiennes sur des territoires contrôlés par la France. En Allemagne cette surenchère se formule au fil des victoires diplomatiques et militaires par le fait que des cadres du parti se retrouvent à la tête de vastes territoires dans l'Est de l'Europe, en majorité, qu'ils sont incapables d'administrer.
Parti destiné surtout à la conquête du pouvoir, le NSDAP devient avec la guerre un parti qui sert avant tout de caisse de résonance à la propagande. Ainsi, lors de son congrès de l'automne 1944, marqué par les conséquences politiques de la tentative du 20 juillet, Speer, alors suspecté de complicité, inonde les congressistes de données sur la production, d'images impressionnantes sur les armes miracles, censées renverser le cours de la guerre.

#### Les territoires occupés et la radicalisation fasciste
Dans un premier temps, les armées des régimes fascistes sont victorieuses ; ces victoires entraînent l'occupation de vastes territoires et, comme conséquence la gestion des populations qui s'y sont implantées. Rapidement, sur les territoires dont les populations sont considérées comme inférieures (Slaves, Éthiopiens) se met en place une administration confiée non à l'armée (dans le cadre d'administrations militaires, comme en France et en Belgique entre 1940 et 1944), mais à de cadres du parti fasciste, peu au fait des usages et des codes administratifs définis par un état de droit. En effet, les annexions opérées avant le déclenchement du conflit donnent un avant-goût du sort des opposants et des Juifs, en Autriche et en Bohême. En effet, dans ces territoires, les premiers à arriver sont les membres des forces de répression, non limités par les tenants des autres pouvoirs (judiciaires et militaires).
À partir du déclenchement de la guerre à l'Est, le régime nazi se trouve alors en situation de pouvoir réaliser son utopie de permettre la création de l'Espace Vital, par l'expérimentation de diverses mesures prises dans le cadre d'un combat racial entre Germains et Slaves ; en effet, dès la partition de la Pologne occupée par les Allemands en plusieurs zones (zones annexées, gouvernement général), les territoires annexés sont germanisés, hors de toute légalité : en effet, les codes juridiques allemands alors en vigueur dans le Reich ne s'y appliquent pas ; Hitler donne alors dix années aux responsables de ces territoires pour les germaniser entièrement, par tous les moyens. Carte blanche est aussi donnée aux administrateurs impitoyables du Gouvernement général, dès la conquête, avec le déploiement des premiers Einsatzgruppen. 10 000 Polonais sont ainsi exécutés en 10 semaines : sont liquidés des membres de l'élite intellectuelle polonaise ainsi que des activistes polonais connus pour leurs actions en 1919.
L'ensemble de ces territoires conquis à l'Est (Pologne, territoires occupés en Union Soviétiques) sont en outre confiés à des membres éminents du parti (Franck, Rosenberg) ou de la SS : von dem Bach-Zelevski… qui souhaitent, comme les Gauleiter de l'Altreich, rendre les territoires dont ils ont la responsabilité Judenfrei, libéré (ou libre) des Juifs, selon la traduction ; les Juifs du Reich, qui portent l'étoile jaune, ainsi que les Juifs de Pologne, sont ainsi concentrées dans des ghettos insalubres, à Varsovie, à Lodz... Dans ces ghettos, sévissent la faim, l'insalubrité et un certain nombre de maladies. En créant, en Pologne, dans le « dépotoir racial » du Reich, de fortes concentrations de populations sous-alimentées dans des ghettos, les responsables SS créent ainsi un problème sanitaire inextricable, nécessitant une solution radicale, définitive, finale.
Sur ces territoires, l'administration militaire laisse rapidement le pouvoir à une administration civile, malgré de nombreuses tergiversations de fortes réserves ; celle-ci compte rapidement des centaines de membres, recrutés parmi les cadres du NSDAP, peu disposés à prendre leurs consignes auprès des services du ministre de l'Intérieur du Reich, créant un état d’exception permanent, rendu possible par l'octroi à ces fonctionnaires de larges pouvoirs spéciaux. Les Fascistes italiens connaissent aussi leurs territoires occupés à l'Est : la partie littorale de la Croatie, l'Albanie et les districts annexés de Dalmatie. Dans ces territoires, l'armée d'occupation italienne mène une politique de répression féroce, marquée par la pratique des exécutions en représailles des actions des partisans.

#### La guerre à l'Est, moyen de cette radicalisation
Le conflit entre l'Allemagne nazie et l'Union soviétique constitue l'archétype de la guerre fasciste par excellence : idéologique et totale, dans les sens politique, ethnique, militaire et économique du terme.
En effet, dès le départ, l'opération Barbarossa a pour but l'extermination de l'adversaire, non seulement militaire, mais aussi civil. Pour le soldat allemand, la guerre à l'Est est une guerre préventive contre les Juifs et les Bolcheviks. En effet, la préparation psychologique des soldats de la Wehrmacht constitue l'un des aspects importants de ce conflit (la guerre contre l'URSS), de telle sorte que le soldat allemand puisse considérer le sort réservé aux Juifs, aux Slaves et à d'autres populations comme une conséquence des actions engagées pour la survie du peuple allemand. Hitler présente ainsi aux officiers, qui doivent la mener, la guerre à l'Est, dès sa phase de préparation, comme une croisade contre les Juifs et le Communisme, et l'incarnation synthétique des deux premiers concepts, le judéo-bolchevisme. De plus, à partir de ce conflit, les soldats des armées fascistes ne sont plus présentés comme des soldats, c'est-à-dire des professionnels de la guerre, mais comme des combattants : ainsi, en Allemagne, le terme soldat est banni au profit du terme Kämpfer, combattant ; les soldats oustachis croates portent le titre d'Insurgés (même si on ignore contre quoi).
Sur le Front de l'Est, le Reich mène une guerre brutale, à tous les échelons de la hiérarchie, la Wehrmacht s'est comportée en armée d'occupation impitoyable, à tous les échelons, du simple soldat au général. Durant la période précédente, avaient été instillée aux soldats de cette impitoyable armée l'idée que les Slaves en général, et les Russes en particulier, étaient des sous-hommes, tour à tour inconnus, méprisés, haïs puis redoutés. Cette brutalité est aussi issue du flou qui entoure les directives émanant du Haut-Commandement allemand, et des grandes possibilités d'interprétations qui en découlent : tous les acteurs évoquent à diverses reprises la volonté du Führer, qui ne donne pourtant aucun ordre précis relatif à l'application des directives du haut-commandement.
En Italie, le retour des fascistes les plus radicaux dès 1935.
En Allemagne, à partir de Barbarossa, l'application de la Shoah et de la politique raciste à grande échelle.

### La radicalisation fasciste dans un contexte de défaite militaire

#### Le fascisme face à la perspective de défaite, de Stalingrad au coup d'État conservateur
À partir du moment où le cours de la guerre devient défavorable aux États fascistes, le principal leader s'efface, comme Hitler à partir de Stalingrad, laissant ainsi la place à ses seconds, Goebbels en Allemagne, Gentile en Italie.
Ainsi, à partir de ce moment, non seulement la propagande alliée commence à avoir des échos non seulement en Italie, mais aussi en Allemagne: tout d'abord par le biais des lettres de prisonniers, arrivées en Allemagne via la Suisse et la Suède, puis par la radio en allemand, ou en italien, contrôlée par l'URSS. Face à cela, Les dirigeants tentent de réagir, en interdisant la distribution du courrier des prisonniers de guerre allemands, puis, de façon démagogique, en s'en prenant aux privilèges de l'arrière : Goebbels en Allemagne, les fascistes radicaux en Italie appellent les uns à la fin des privilèges, les autres aux règlements de compte.
De plus, les régimes fascistes appellent la population à un sursaut national. Ainsi, le 18 février 1943, Goebbels, dans son discours du Sportpalast, à Berlin, réclame la réalisation d'un programme de guerre totale. De même, Giovanni Gentile, dans son discours au Capitole le 24 juin 1943, appelle à la mobilisation pour la défense du territoire italien, dans un sursaut qu'il souhaite comparable à celui de 1917.

#### La redéfinition de l'alliance avec les conservateurs
Dans la défaite, le régime se fissure, car l'alliance des fascistes et des conservateurs, si essentielle pour la mise en place du pouvoir fasciste, est remise en cause : en effet, dès la fin de l'année 1941, l'aura d’invincibilité qui entoure le principal dirigeant fasciste est alors remise en question par un certain nombre de militaires. Cette remise en cause est illustrée, dans les pays gouvernés par le parti fasciste, par la volonté de certains d'évincer le principal dirigeant et ses fidèles les plus proches, les moins enclins à redéfinir les modalités de l'accord tacite de gouvernement défini lors de la prise du pouvoir par le parti fasciste, ou encore, dans les pays alliés plus conservateurs que fascistes, à mettre fin à l'alliance avec l'Allemagne et l'Italie, comme en Finlande, en Hongrie, en Bulgarie, par la volonté de remettre en cause les termes de l'alliance.
Dans son acception intérieure, la remise à plat de cette alliance se fait également selon des formes inattendus : l'alliance de membres des classes dirigeantes traditionnelles (officiers, diplomates...) et de hiérarques du régimes : membres du Grand Conseil fasciste, de l'appareil de répression, prise de distance de certains dirigeants étrangers conservateurs (Horthy) avec le IIIe Reich à partir du printemps 1944... Ainsi en Italie, comme en Allemagne, certains membres des classes dirigeantes traditionnels et certains dignitaires du régime s'allient, pour renverser le dirigeant et ainsi tenter de modifier le cours d'une guerre qu'ils analysent comme perdue. Dans ces projets, on retrouve des acteurs communs : parmi les conjurés allemands ou italiens, on trouve des militaires comblés par le régime fasciste (Witzleben, Badoglio...), des membres de premier plan du parti fasciste (Grandi, Ciano, Nebe...), un certain nombre de conservateurs (Goerdeler, le prince du Piémont...).
L'attitude des militaires est avant tout définie par l'évolution du rapport de forces général : en Allemagne, un certain nombre de généraux allemands, fraîchement prisonniers lors du début de l'opération Bagration, rejoignent le comité antifasciste mis en place à la suite de Stalingrad ; d'autres ordonnent à leurs unités de se rendre sans combattre.
Alors qu'en Italie, la démission de Mussolini est le fruit de la conjonction de plusieurs complots, en Allemagne, diverses tentatives, plus ou moins isolées les unes des autres, ont été faites, mais ont toutes échoué. Il est vrai qu'en Italie, le totalitarisme s'est un peu émoussé à partir de la fin des années 1930, malgré les tentatives de réaffirmation des idéaux totalitaires au début de l'année 1943, avec les derniers changements dans la direction du PNF.
De même, un certain nombre de dirigeants étrangers, alliés aux régimes fascistes, prennent (ou tentent de prendre) leurs distances avec les régimes fascistes : ainsi, Les monarques roumain et bulgare dénoncent leur alliance avec le Reich, lorsque l'Armée rouge est aux portes de leur pays respectif ; de même, le régent de Hongrie, Miklós Horthy, fait des efforts désespérés pour sortir de l'alliance allemande au cours de l'année 1944 ; le parti des Croix Fléchées, ouvertement fasciste, utilisé auparavant comme moyen de pression contre Horthy, est alors placé au pourvoir le 15 octobre 1944.
Face à ces tentatives, la répression, en revanche, a été le point commun de la réponse des régimes, y compris envers les conservateurs : à Vérone, en janvier 1944, comme à Berlin, après le 20 juillet, les participants à la tentative de défenestration du leader fasciste, qui ne se sont pas suicidés, n'ont pas disparu ou n'ont pas pu se mettre à l'abri, sont traînés devant des tribunaux, qui les condamnent à mort et les font exécuter. Horthy, à peine déposé, est déporté en Allemagne et interné jusqu'à la fin de la guerre.

#### Ultimes feux totalitaires dans les derniers mois du conflit
Au fur et à mesure des défaites, à partir de l'automne 1943, les partis fascistes resserrent, ou tentent de resserrer leur contrôle sur la société ; ce renforcement est concomitant de la redéfinition de l'alliance avec les conservateurs, qui fait passer par-dessus bord les dernières réserves dans la mise en place de la société totalitaire ; ainsi, dès août 1943, Wilhelm Frick est remplacé au poste de ministre de l'intérieur par un fidèle, Heinrich Himmler, dans un contexte de graves échecs militaires.
Dans le même temps, les derniers principes juridiques hérités de la période précédente et encore en vigueur sont progressivement remis en cause, par la création de cours de justice spéciales, comme à Berlin ou à Vérone, aux procédures expéditives et aux sentences définitives. Ainsi, en Allemagne, en 1943, le ministre de la justice Otto Georg Thierack justifie la sévérité maximale des sentences par une volonté de protéger la communauté du peuple et de nettoyer le corps de la race.

#### Dans la défaite, ultime radicalisation: Salo, Volkssturm...
Dans les derniers mois des régimes fascistes, prélude à la fin des dictatures fascistes en avril et mai 1945, le parti et l’État fascistes connaissent une ultime phase de radicalisation.
En effet, débarrassés de l'encombrante alliance avec les conservateurs, le fascisme, comprendre ses dirigeants et ses cadres, se trouve seul face à ses adversaires extérieurs et aux réserves de la population. En effet, déçue par des années de prévarication des cadres, cette dernière ne soutient plus que du bout des lèvres un régime de moins en moins capable de tenir ses promesses, en dépit des proclamations héroïques rendues publiques dans les derniers mois du conflit.
en Allemagne, le 20 juillet renforce le pouvoir des cadres du parti face aux institutions traditionnelles ; le Volkssturm comme appropriation par le parti du domaine militaire.
Lorsque la défaite militaire se profile, défaite militaire marquée par la tentative de redéfinition de l'alliance entre les partis (ou états) fascistes avec les conservateurs, plus rien ne retient les fascistes les plus fanatiques vers une radicalisation toujours plus assumée et de plus en plus violente. Ainsi, à Salò, à Budapest, à Berlin, des civils sont enrôlés ou massacrés par les derniers fidèles d'un régime en déliquescence.
Tandis qu'à Vérone, Le PFR fait fusiller les membres historiques du PNF qui ont voté la destitution de Mussolini le 25 juillet 1943, Le NSDAP en général, et la SS en particulier, non seulement organise la suspicion à l'encontre des militaires, la "caste des Junkers", mais aussi mène la chasse contre ceux qui ne veulent plus se battre : blessés qui refusent de retourner au combat, déserteurs, civils peu zélés enrôlés malgré eux dans la défense passive.
En effet, indignes du Führer ou de la nation, les citoyens qui refusent le combat jusqu'au bout sont soit exécutés sommairement, comme en Hongrie, par les membres des Croix Fléchées, soit déférés devant des cours martiales volantes, puis fusillés ou pendus, comme en Allemagne ; la sentence est alors exécutée par les SS et les derniers membres fidèles du NSDAP, mais certains officiers tentent, dans les dernières semaines de la guerre, de mettre un frein à ces déchaînements de violence contre les civils et les soldats qui ne veulent plus continuer une guerre qui s'avère devenir, au fil des jours, une défaite de plus en plus évidente ; de même, sur le front de l'Ouest, Model fait fusiller les habitants des maisons qui arborent le drapeau blanc en avril 1945 ; des ordres similaires ont été donnés par Hitler sur le front de l'Est à la même date. L'Italie, malgré de multiples proclamations de Mussolini, ne connaît pas ces ultimes développements, à la fois contre les civils et les militaires, sur une vaste échelle, non seulement parce que, ayant rompu les ponts derrière eux, les soldats qui composent les forces armées de la RSI sont tous motivés, et comptent, sauf durant les derniers jours du régime, peu de déserteurs, mais aussi en raison de l'emprise territoriale de la résistance italienne, ce qui limite l'ampleur des représailles.

### Ouvrages généraux
- Stéphane Audouin-Rouzeau (dir.), Annette Becker, Christian Ingrao, Henry Rousso et al., La violence de guerre : 1914-1945 : approches comparées des deux conflits mondiaux, Bruxelles, Complexe, coll. « Histoire du temps présent », 2002, 348 p. (ISBN 978-2-87027-911-3, OCLC 718499368, lire en ligne).
- George L. Mosse (trad. Édith Magyar, préf. Stéphane Audoin-Rouzeau), De la grande guerre au totalitarisme : la brutalisation des sociétés européennes, Paris, Fayard, coll. « Pluriel », 2015, 291 p. (ISBN 978-2-8185-0487-1, OCLC 918761766).
- Robert Paxton (trad. de l'anglais par William Olivier Desmond), Le fascisme en action, Paris, Seuil, coll. « Points Histoire » (no 371), 2007, 435 p. (ISBN 978-2-7578-0293-9, OCLC 421723391).
- Pierre Renouvin, La crise européenne et la Première Guerre Mondiale, Presses Universitaires de France, collection Peuples et Civilisation, Paris, 1934 (éd. utilisée, 1962, 4e éd.).

### Recueil d’illustrations
- Pierre Bourget et Charles Lacretelle, Sur les Murs de Paris. 1940-1944, Hachette, 1959.
- Hans Georg Hiller von Gaertringen (dir.), Bernd Boll et al. (trad. de l'allemand par Qualis Artifex, préf. Fabrice d'Almeida), L'Œil du IIIe Reich : Walter Frentz, le Photographe de Hitler [« Das Auge des Dritten Reichs »], Paris, Perrin, 2008, 256 p. (ISBN 978-2-262-02742-1, 319952463)
- Stéphane Marchetti, Images d'une certaine France : affiches 1939-1945, Lausanne, Edita, 1982, 178 p. (ISBN 978-2-88001-149-9, OCLC 467884923)

### Italie
- Pierre Milza (Précédemment paru sous le titre : "L'Italie fasciste", Armand Colin, 1970.), Le fascisme italien : 1919-1945, Paris, Éditions du Seuil, coll. « Points. Histoire » (no 44), 1980, 438 p. (ISBN 978-2-02-005513-0, OCLC 491692875).
- Claudio Pavone et Bernard Droz (trad. Jérôme Grossman), Une guerre civile : essai historique sur l'éthique de la Résistance italienne, Paris, Seuil, coll. « L'univers historique », 2005, 982 p. (ISBN 978-2-02-054166-4, OCLC 879108135).
- Angelo Tasca et Charles-André Julien (avant-propos) (trad. Valeria Tasca, préf. Ignazio Silone), Naissance du fascisme : l'Italie de l'armistice à la marche sur Rome, Paris, Gallimard, coll. « Tel » (no 325), 2004, 501 p. (ISBN 978-2-07-076419-8, OCLC 419820250).

### Allemagne
- Pierre Ayçoberry, La société allemande sous le IIIe Reich 1933-1945, Paris, Éd. du Seuil, coll. « Univers historique », 1998, 433 p. (ISBN 978-2-02-031525-8 et 978-2-020-33642-0, OCLC 38890361)
- Omer Bartov (trad. Jean-Pierre Ricard, préf. Philippe Burrin), L'Armée d'Hitler : la Wehrmacht, les nazis et la guerre, Paris, Hachette Littératures, coll. « Pluriel. Histoire », 1999, 317 p. (ISBN 978-2-01-279151-0, OCLC 417163539)
- Martin Broszat (trad. Patrick Moreau), L'Etat hitlérien : l'origine et l'évolution des structures du IIIe Reich [« Der Staat Hitlers »], Paris, Fayard, coll. « Espace du politique », 1985, 625 p. (ISBN 978-2-213-01402-9, OCLC 1007627608)
- Christopher Browning (trad. de l'anglais par Jacqueline Carnaud et Bernard Frumer), Les origines de la solution finale : l'évolution de la politique antijuive des nazis, septembre 1939-mars 1942, Paris, Les Belles Lettres Ed. du Seuil, coll. « Histoire », 2009, 631 p. (ISBN 978-2-7578-0970-9, OCLC 937777483)
- Richard J. Evans, Le Troisième Reich, Paris, Flammarion, coll. « Au fil de l'Histoire », 2009.
  - L'avènement, vol. I (ISBN 978-2-0821-0111-0).
  - 1933-1939, vol. II (ISBN 978-2-0821-0112-7).
  - 1939-1945, vol. III (ISBN 978-2-0812-0955-8).
- Alfred Grosser (dir.), Dix leçons sur le nazisme, Bruxelles, Éditions complexe, coll. « Historiques » (no 2), 1984, 260 p. (ISBN 978-2-87027-121-6, OCLC 719123196).
- Alfred Grosser, Hitler, la presse et la naissance d'une dictature., Paris, Armand Colin, coll. « U2 », 1972 (OCLC 65869868) (éd. utilisée: 1972).
- Édouard Husson, Comprendre Hitler et la Shoah. Les Historiens de la République Fédérale d'Allemagne et l'identité allemande depuis 1949, Paris, Presses Universitaires de France, 2001, 415 p. (ISBN 978-2-13-050301-9, OCLC 917038764)
- Ian Kershaw (trad. Jacqueline Carnaud et Pierre-Emmanuel Dauzat), Hitler : essai sur le charisme en politique, Paris, Gallimard, coll. « Folio/histoire, » (no 104), 2001, 413 p. (ISBN 978-2-07-041908-1, OCLC 1003202185).
- Claudia Koonz (trad. Marie-Laure Colson), Les Mères-patrie du iiième Reich : les femmes et le nazisme ; traduit de l'américain par Marie-Laure Colson et Lorraine Gentil [« Mothers in the Fatherland : Women, the Family, and Nazi Politics »], Paris, Lieu Commun, 1989, 553 p. (ISBN 978-2-86705-124-1, OCLC 742567613)
- Philippe Masson, Histoire de l'Armée allemande. 1939-1945, Perrin, 1994 (ISBN 2-262-01355-1).
- Philippe Masson, Hitler chef de guerre, Perrin, 2005 (ISBN 978-2-262-01561-9).
- Hans Mommsen (trad. Françoise Laroche, préf. Henry Rousso), Le National-socialisme et la société allemande : Dix essais d'histoire sociale et politique [« Der Nationalsozialismus und die deutsche Gesellschaft »], Paris, Editions de la Maison des sciences de l'homme, 1997, 414 p. (ISBN 978-2-7351-0757-5, OCLC 973820314, lire en ligne).
- George Mosse (trad. Claire Darmon), Les racines intellectuelles du Troisième Reich : la crise de l'idéologie allemande, Paris, Calmann-Levy, coll. « Mémorial de la shoah », 2006, 401 p. (ISBN 978-2-7021-3715-4, OCLC 645140792).
- David Schoenbaum (trad. Jeanne Etoré), La révolution brune : la société allemande sous le IIIe Reich (1933-1939) [« Hitler's social revolution »], Paris, Gallimard, coll. « Tel » (no 307), 2000, 419 p. (ISBN 978-2-07-075918-7, OCLC 45434725)
- Fritz Stern (trad. Catherine Malamound), Politique et désespoir : les ressentiments contre la modernité dans l'Allemagne préhitlérienne, Paris, A. Colin, 1990, 358 p. (ISBN 978-2-200-37188-3, OCLC 802605991)

### Autres pays

#### Croatie
- Marco Rivelli (trad. Gaby Rousseau), Le génocide occulté : état indépendant de Croatie, 1941-1945, Lausanne, L'Age d'homme, 1998, 286 p. (ISBN 978-2-8251-1152-9, OCLC 868407857, lire en ligne).

#### Japon
- Jean-Jacques Tschudin (dir.) et Claude Hamon (dir.), La société japonaise devant la montée du militarisme : culture populaire et contrôle social dans les années 1930, Arles, Picquier, 2007, 238 p. (ISBN 978-2-87730-988-2, OCLC 237987100).